# Aljaksandr Kurlowitsch
Aljaksandr Mikalajewitsch Kurlowitsch (belarussisch Аляксандр Мікалаевіч Курловіч, russisch Александр Николаевич Курлович, Alexander Nikolajewitsch Kurlowitsch; * 27. Juli 1961 in Hrodna; † 6. April 2018 ebenda) war ein sowjetischer/belarussischer Gewichtheber im Superschwergewicht und zweifacher Olympiasieger.

## Karriere
Kurlowitschs erster internationaler Wettkampf war 1983, als er an den Europa- und Weltmeisterschaften in Moskau, welche als eine Veranstaltung organisiert wurden, mit 450 kg (205 kg im Reißen / 245 kg im Stoßen) jeweils den zweiten Platz hinter Anatolij Pyssarenko und vor Antonio Krastew belegte. Lediglich das höhere Körpergewicht platzierte ihn hinter seinem Landsmann Pyssarenko.
1984 wurde er zusammen mit Pyssarenko am Flughafen Mirabel in Montreal verhaftet, als Zollbeamte ihr Gepäck durchsuchten und anabole Steroide fanden. Die beiden wurden durch die kanadischen Behörden zu einer Geldstrafe verurteilt und von der International Weightlifting Federation (IWF) auf Lebenszeit gesperrt. Kurlowitsch wurde jedoch 1987 rehabilitiert und kam in die sowjetische Nationalmannschaft zurück.
Im selben Jahr gewann er die WM in Ostrava mit einem neuen Weltrekord von 472,5 kg im Zweikampf (212,5 kg / 260 kg) vor Leanid Taranenka mit 467,5 kg. In seinem letzten Stoßversuch scheiterte er an der Weltrekordlast von 266,0 kg, die er zwar zu Hochstrecke brachte, aber nicht lange genug halten konnte, um ein Signal der Kampfrichter zum Ablassen zu erhalten. Diese Überkopfinstabilität kostet ihn im Laufe seiner Karriere einige wichtige Stoßversuche.
Als im Zuge des Dopingskandals bei den Olympischen Spielen 1988 in Seoul die Bulgaren ihren Superschwergewichtler Krastew nicht mehr starten ließen, bestätigte Kurlowitsch seine Favoritenrolle und gewann souverän mit 462,5 kg (212,5 kg / 250,0 kg) vor Manfred Nerlinger mit 430,0 kg und Martin Zawieja mit 415,0 kg Gold.
Seine Siegesserie setzte er auch 1989 bei den Europa- und Weltmeisterschaften in Athen fort und gewann ein weiteres Mal Gold mit 460,0 kg (215,0 kg / 245,0 kg). Auch hier wurden beide Veranstaltungen in einem Wettkampf ausgetragen. Wie schon 1987 versuchte sich Kurlowitsch in seinem letzten Stoßversuch an einer Weltrekordlast. Diesmal hätte die Last von 262,5 kg zusätzlich zu den 215,0 kg im Reißen einen neuen Weltrekord von 477,5 kg bedeutet, doch erneut machte sich seine Überkopfschwäche beim Fixieren der Last deutlich, und er bekam den Versuch ungültig. Dieser hätte ihn offiziell zum stärksten Heber aller Zeiten gemacht, den zurzeit immer noch Taranenka mit 475,0 kg trägt (Stand: November 2009).
Zu den Europameisterschaften 1990 in Aalborg steigerte er sich erneut wieder auf 467,5 kg und konnte so den ersten Platz vor Nerlinger mit 455,0 kg und Taranenka mit 452,5 kg belegen.
Auch bei der WM 1991 in Donaueschingen konnte er sich souverän mit 455,0 kg behaupten und verwies Nerlinger mit 425,0 kg wieder auf den zweiten Platz.
Erneut trat Kurlowitsch zu den Spielen in Barcelona als Favorit an, nun allerdings für das Vereinte Team startend. Mit 450,0 kg im Zweikampf hatten ihm die Nächstplatzierten Taranenka und Nerlinger nichts entgegenzusetzen.
Seine letzte WM bestritt Kurlowitsch 1994 in Istanbul für Belarus. Hier belegte er mit 457,5 kg ein letztes Mal den ersten Platz vor dem neuen russischen Superschwergewichtler Tschemerkin mit 452,5 kg und Stefan Botew mit 435,0 kg.
1995 wurde Kurlowitsch erneut des Dopings überführt, als er bei einem Bundesligakampf mit dem SSV Samswegen in Berlin positiv getestet wurde. Nachdem der belarussische Verband sich für ihn eingesetzt hatte, begnadigte die IWF ihn erneut, indem sie darauf hinwies, dass nationale Kontrollen für den Weltverband irrelevant seien. Kurlowitsch selbst begründete seinen positiven Test damit, dass der deutsche Verband ihn für die Olympischen Spiele aus dem Weg schaffen wollte, um seinen beiden Superschwergewichtlern Manfred Nerlinger und Ronny Weller bessere Chancen einzuräumen.
1996 trat er dann in Atlanta nochmals bei den Olympischen Spielen an und belegte mit einem für ihn schwachen Zweikampfergebnis von 425,0 kg den 5. Platz.

## Sonstiges
- 2006 wurde er in die Hall of Fame der International Weightlifting Federation aufgenommen.
- 2008 wurde Kurlowitsch in das belarussische Parlament gewählt.[5]
- Kurlowitsch stellte in seiner Laufbahn insgesamt 12 Weltrekorde auf.

## Bestleistungen
- Reißen: 215 kg 1989 in Athen in der Klasse über 110 kg.
- Stoßen: 260 kg 1987 in Ostrava in der Klasse über 110 kg.
- Zweikampf: 472,5 kg 1987 in Ostrava in der Klasse über 110 kg.